# Nyhléns Hugosons
Nyhléns Hugosons AB är en chark- och köttproducent från bondgårdar i Norrbottens län, Västerbottens län, Västernorrlands län och Jämtlands län. Företaget har produktionsanläggningar i Luleå, Skellefteå och Ullånger. Nyhléns Hugosons bildades 2005 efter en sammanslagning av charkföretagen Nyhléns (i Mellersta Norrland) och Hugosons (i Norra Norrland).